# Nicolás Varrone

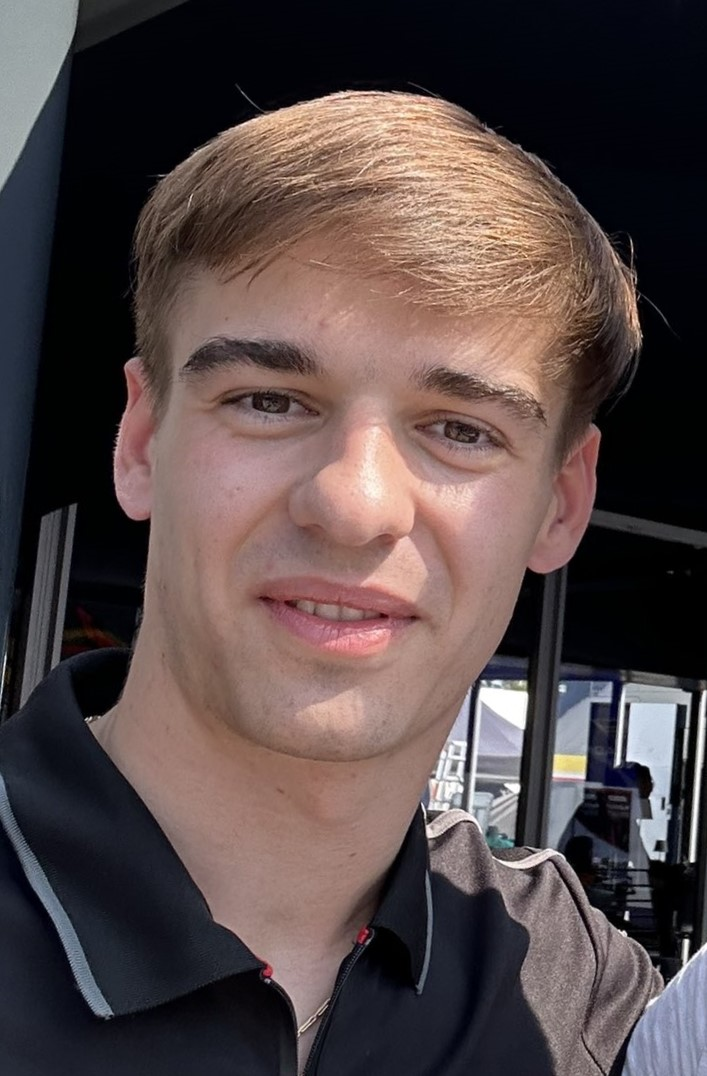
Nicolás Varrone 2023

Nicolás Martin Varrone (* 6. Dezember 2000 in Ingeniero Maschwitz) ist ein argentinischer Autorennfahrer.

## Karriere als Rennfahrer
Nach Anfängen im argentinischen Kart-  und Monopostosport kam Nicolás Varrone nach Europa und gewann 2018 die V de V Challenge Monoplace. Neben seinen Einsätzen in der britischen Formel-3-Meisterschaft, wo er ab der Saison 2019 zwei Jahre aktiv war, fuhr er GT- und Sportwagenrennen. 2021 wurde er Dritter der LMP3-Klasse des Michelin Le Mans Cup und startete ab 2022 regelmäßig in der European Le Mans Series. 
Als Partner von Pierre Ehret und Christian Hook gab er 2022 sein Debüt beim 24-Stunden-Rennen von Le Mans und erreichte im Ferrari 488 GTE den 53. Gesamtrang.

## Statistik

### Le-Mans-Ergebnisse
| Jahr | Team               | Fahrzeug                | Teamkollege   | Teamkollege      | Platzierung             | Ausfallgrund |
| ---- | ------------------ | ----------------------- | ------------- | ---------------- | ----------------------- | ------------ |
| 2022 | Iron Lynx          | Ferrari 488 GTE Evo     | Pierre Ehret  | Christian Hook   | Rang 53                 |              |
| 2023 | Corvette Racing    | Chevrolet Corvette C8.R | Ben Keating   | Nicky Catsburg   | Rang 26 und Klassensieg |              |
| 2024 | AF Corse           | Oreca 07                | Ben Barnicoat | François Perrodo | Rang 18                 |              |
| 2025 | Proton Competition | Porsche 963             | Neel Jani     | Nico Pino        | Rang 13                 |              |

### Sebring-Ergebnisse
| Jahr | Team                                        | Fahrzeug                     | Teamkollege      | Teamkollege    | Platzierung | Ausfallgrund  |
| ---- | ------------------------------------------- | ---------------------------- | ---------------- | -------------- | ----------- | ------------- |
| 2023 | AWA                                         | Duqueine M30 - D08           | Anthony Mantella | Wayne Boyd     | Rang 12     |               |
| 2024 | AWA                                         | Chevrolet Corvette Z06 GT3.R | Anthony Mantella | Thomas Merrill | Ausfall     | Lichtmaschine |
| 2025 | Corvette Racing by Pratt Miller Motorsports | Chevrolet Corvette Z06 GT3.R | Nicky Catsburg   | Tommy Milner   | Rang 35     |               |

### Einzelergebnisse in der FIA-Langstrecken-Weltmeisterschaft
| Saison | Team               | Rennwagen               | 1   | 2   | 3   | 4   | 5   | 6   | 7   | 8   |
| ------ | ------------------ | ----------------------- | --- | --- | --- | --- | --- | --- | --- | --- |
| 2022   | Iron Lynx          | Ferrari 488 GTE         | SEB | SPA | LEM | MON | FUJ | BAH |     |     |
| 2022   | Iron Lynx          | Ferrari 488 GTE         | 53  |     |     |     |     |     |     |     |
| 2023   | Corvette Racing    | Chevrolet Corvette C8.R | SEB | POR | SPA | LEM | MON | FUJ | BAH |     |
| 2023   | Corvette Racing    | Chevrolet Corvette C8.R | 17  | 21  | 21  | 26  | 25  | 24  | 28  |     |
| 2024   | AF Corse           | Oreca 07                | KAT | IMO | SPA | LEM | SAO | AUS | FUJ | BAH |
| 2024   | AF Corse           | Oreca 07                | 18  |     |     |     |     |     |     |     |
| 2025   | Proton Competition | Porsche 963             | KAT | IMO | SPA | LEM | SAO | AUS | FUJ | BAH |
| 2025   | Proton Competition | Porsche 963             | 15  | 14  | DNF | 13  | 10  |     |     |     |